# Urbino (stad)
Urbino is een van de twee hoofdsteden van de provincie Pesaro e Urbino die ligt in het noordelijke deel van de Italiaanse regio Marche. De ommuurde stad ligt op een heuvel op 485 meter hoogte. Eind 2023 telde de stad ongeveer 13.800 inwoners.
Na de dood van de invloedrijke Federico da Montefeltro in 1482, en diens zoon Guidobaldo in 1508, werd het hertogdom Urbino via Federico's dochter deel van het pauselijke rijk. Urbino was een van de voornaamste centra van de Italiaanse renaissance. Het is bovendien de geboortestad van belangrijke kunstenaars als de architect en schilder Donato Bramante, de schilder Rafaël en de schilder en drukker Federico Barocci. In Urbino is tevens een universiteit gevestigd, de Università degli studi di Urbino "Carlo Bo", gesticht in 1506.

## Bezienswaardigheden
Het historische centrum van Urbino staat op de Werelderfgoedlijst van UNESCO.
Het belangrijkste monument is het 15de-eeuwse Palazzo Ducale dat de stad domineert met zijn markante torens aan de voorzijde. Het gebouw huisvest het museum Galleria Nazionale delle Marche met een collectie Renaissancekunst van wereldbelang.  
Er zijn belangrijke werken te zien als La Muta van Rafaël, Veduta della Città Ideale van Piero della Francesca en De Opstanding van Titiaan.
Naast het Palazzo Ducale zijn er nog vele andere bezienswaardigheden, waaronder de kathedraal van Urbino en het Oratorium van St. Jan de Doper (Oratorio di S. Giovanni Battista), met daarin een goed bewaard gebleven frescoschildering van de geboeders Jacopo en Lorenzo Salimbeni uit 1416. Het geboortehuis van Rafaël Santi is ook nog te bezichtigen.

## Geografie
Het grondgebied van de gemeente bevindt zich voornamelijk in heuvelachtig gebied, op de laatste noordoostelijke uitlopers van de Umbrisch-Markezaanse Apennijnen, in de noordelijke zone van de Montefeltro, in een gebied dat volgens de classificatie een middelhoog risico loopt op aardbevingen. 
In de databank die uitgewerkt is door het Istituto Nazionale di Geofisica e Vulcanologia worden er zo'n 65 gevallen van seismische activiteit gesignaleerd, die de gemeente Urbino hebben getroffen tussen 26 maart 1511 en 26 maart 1998. De hevigste schokken hiervan zijn diegene geweest van 24 april 1741, met een kracht van 8 op de schaal van Mercalli, die zijn epicentrum had in de omgeving van Fabriano (waar de aardbeving een kracht van 6,08 op de schaal van Richter en 9 op de schaal van Mercalli bereikte), diegene van 23 juni 1781 met een kracht van 7 op de schaal van Mercalli, met een epicentrum in de buurt van Caglia (waar ze een kracht van 6,23 op de schaal van Richter en 9-10 op die van Mercalli haalde), diegene van 21 september 1897 met een kracht van 7 op de schaal van Mercalli, die haar epicentrum in het midden van de Adriatische Zee had en diegene van 12 maart 1873 met een kracht van 6-7 op de schaal van Mercalli, die haar epicentrum in het noorden van de Marche had (waar hij een kracht van 5,88 op de schaal van Richter en 8 op die van Mercalli haalde); daarnaast zijn er in dezelfde periode wel negen verschillende aardschokken geweest die in Urbino een kracht van 6 op de schaal van Mercalli bereikten.

## Verkeer en vervoer
Urbino is bereikbaar vanaf de kust van Riccione, Cattolica en Pesaro via de E78. Het ligt tussen het Nationaal Park Sasso Simone e Simoncello en het Riserva Naturale Statale Gola del Furlo. Urbino is vanaf de E45 bereikbaar via Urbania over de E78.
Bussen gaan naar Pesaro en Fano. Treinstations in Pesaro en Fano. Dichtstbijzijnde vliegvelden zijn in Ancona, Bologna, Rimini en Forlì.

## Geboren in Urbino
- Donato Bramante (1444-1514), architect en kunstschilder
- Polydorus Vergilius (ca. 1470-1555), diplomaat en historicus
- Rafaël Santi (1483-1520), kunstschilder
- Alessandro de' Medici (1510-1537), heer van Florence
- Federico Barocci (ca. 1535-1612), schilder en drukker
- Paus Clemens XI (Giovanni Francesco Albani) (1649-1721), paus van 1700 tot 1721
- Eugenio Lazzarini (1945), motorcoureur
- Michele Mangani (1966), componist, muziekpedagoog, dirigent en klarinettist
- Valentino Rossi (1979), motorcoureur
- Raphael Gualazzi (1981), zanger
- Stefano Sensi (1995), voetballer
- Luca Marini (1997), motorcoureur

## Politiek

### Burgemeesters
- 1949-1951: Raffaele Moschini (PRI)
- 1951-1953: Veris Giovannini (PCI)
- 1953-1971: Egidio Mascioli (PCI)
- 1971-1980: Oriano Magnani (PCI)
- 1980-1993: Giorgio Londei (PCI, PDS)
- 1993-2004: Massimo Galuzzi (PDS, DS)
- 2004-2014: Franco Corbucci (DS, PD)
- 2014-....: Maurizio Gambini (Liberi per Cambiare)

### Resultaten van de gemeenteraadsverkiezingen
| Partij          | Partij                                         | 23-03-1946                | 23-03-1946                | 27-05-1951                | 27-05-1951                | 27-05-1956  | 27-05-1956  | 06-11-1960  | 06-11-1960  | 22-11-1964  | 22-11-1964  | 07-06-1970             | 07-06-1970             | 15-06-1975 | 15-06-1975 | 08-06-1980 | 08-06-1980 | 12-05-1985 | 12-05-1985 | 06-05-1990           | 06-05-1990           |
| Partij          | Partij                                         | %                         | 30                        | %                         | 30                        | %           | 30          | %           | 30          | %           | 30          | %                      | 30                     | %          | 30         | %          | 30         | %          | 30         | %                    | 30                   |
| --------------- | ---------------------------------------------- | ------------------------- | ------------------------- | ------------------------- | ------------------------- | ----------- | ----------- | ----------- | ----------- | ----------- | ----------- | ---------------------- | ---------------------- | ---------- | ---------- | ---------- | ---------- | ---------- | ---------- | -------------------- | -------------------- |
|                 | DP                                             | -                         |                           | -                         |                           | -           |             | -           |             | -           |             | -                      |                        | -          |            | -          |            | 1,89       | 0          | 0,79                 | 0                    |
|                 | FdV                                            | -                         |                           | -                         |                           | -           |             | -           |             | -           |             | -                      |                        | -          |            | -          |            | -          |            | 3,36                 | 1                    |
|                 | CRA / PCI                                      | 71,78A                    | 24                        | 51,071                    | 15                        | 44,051      | 14          | 47,271      | 15          | 45,641      | 14          | 46,461                 | 15                     | 53,381     | 17         | 49,351     | 16         | 48,781     | 16         | 43,081               | 14                   |
|                 | CRA / PSI1 / PSIUP2 / PCI1                     | 71,78A                    | 24                        | 15,761                    | 5                         | 18,521      | 6           | 17,051      | 5           | 6,262       | 2           | 7,332                  | 2                      | 53,381     | 17         | 49,351     | 16         | 48,781     | 16         | 43,081               | 14                   |
|                 | CRA / PSI1 / PSI-PRID                          | 71,78A                    | 24                        | 15,761                    | 5                         | 18,521      | 6           | 17,051      | 5           | 11,16D      | 3           | 10,32D                 | 3                      | 11,841     | 3          | 9,571      | 3          | 13,581     | 4          | 16,521               | 5                    |
|                 | CRA / TorriciniB / PRI2 / PSDI-PRIC / PSI-PRID | 71,78A                    | 24                        | 33,17B                    | 10                        | 2,332       | 0           | 3,99C       | 1           | 11,16D      | 0           | 10,32D                 | 0                      | 3,59C      | 1          | 4,19C      | 1          | 4,042      | 1          | 2,72                 | 0                    |
|                 | TorriciniB / PSDI1 / PSDI-PRIC / PSDI-PLIE     | -                         |                           | 33,17B                    | 10                        | 3,691       | 1           | 3,99C       | 0           | 3,421       | 1           | 2,341                  | 0                      | 3,59C      | 0          | 4,19C      | 0          | 1,39E      | 0          | 0,94                 | 0                    |
|                 | TorriciniB / PLI / PSDI-PLIE                   | -                         |                           | 33,17B                    | 10                        | 2,64        | 0           | 2,22        | 0           | 2,71        | 0           | -                      |                        | 1,21       | 0          | 1,22       | 0          | 1,39E      | 0          | -                    |                      |
|                 | DC / TorriciniB                                | 26,29                     | 6                         | 33,17B                    | 10                        | 26,91       | 9           | 29,48       | 9           | 30,81       | 10          | 33,56                  | 10                     | 29,98      | 9          | 28,02      | 9          | 28,40      | 9          | 31,48                | 10                   |
|                 | MSI                                            | -                         |                           | -                         |                           | 1,86        | 0           | -           |             | -           |             | -                      |                        | -          |            | 1,22       | 0          | 1,93       | 0          | 1,11                 | 0                    |
|                 | Indipendenti                                   | 1,93                      | 0                         | -                         |                           | -           |             | -           |             | -           |             | -                      |                        | -          |            | -          |            | -          |            | -                    |                      |
|                 | Controllo Popolare                             | -                         |                           | -                         |                           | -           |             | -           |             | -           |             | -                      |                        | -          |            | 3,84       | 1          | -          |            | -                    |                      |
|                 | Per Urbino - All'opposizione                   | -                         |                           | -                         |                           | -           |             | -           |             | -           |             | -                      |                        | -          |            | 2,60       | 0          | -          |            | -                    |                      |
| Burgemeester(s) | Burgemeester(s)                                | V. Giovannini R. Moschini | V. Giovannini R. Moschini | V. Giovannini E. Mascioli | V. Giovannini E. Mascioli | E. Mascioli | E. Mascioli | E. Mascioli | E. Mascioli | E. Mascioli | E. Mascioli | E. Mascioli O. Magnani | E. Mascioli O. Magnani | O. Magnani | O. Magnani | G. Londei  | G. Londei  | G. Londei  | G. Londei  | G. Londei M. Galuzzi | G. Londei M. Galuzzi |

De zetels van de gevormde coalitie krijgen als achtergrondkleur de partijkleur. De zetels van de lijst die de burgemeester levert, staan vetjes afgedrukt.

## Externe links

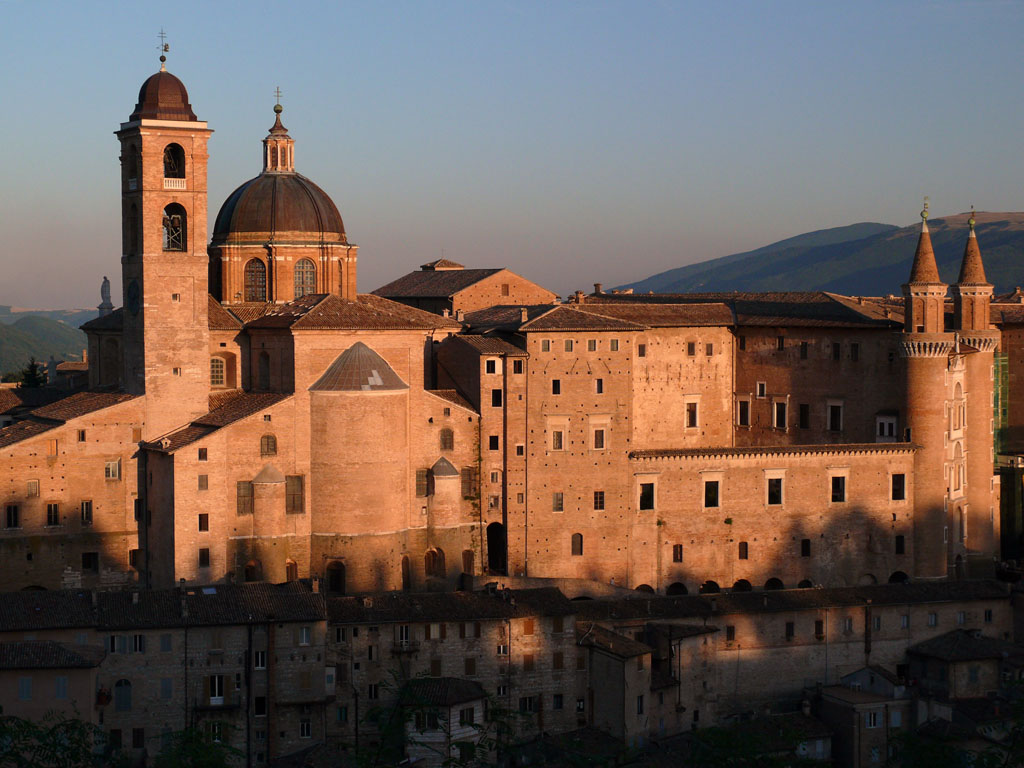
Kathedraal en Palazzo Ducale